# سترایینیچه
سترایینیچه (به صربی: Strajiniće) یک منطقهٔ مسکونی در صربستان است که در سینیتسا واقع شده‌است. سترایینیچه ۲۹ نفر جمعیت دارد.